# CandyMeleon
CandyMeleon est un jeu vidéo d'action développé par le studio thaïlandais Levelloop et édité par la société française Bulkypix, sorti en 2013 sur iOS.

## Univers
Le CandyMeleon, un caméléon vorace a saboté une usine de bonbons. Dans l'explosion, des milliers de bonbons s'envolent...

## Système de jeu
Le joueur déplace le CandyMeleon latéralement. Il doit essayer de récupérer le maximum de bonbons en déployant sa langue et en évitant les ennemis (notamment des poissons carnassiers). Certains bonbons font changer de couleur le CandyMeleon et lui donnent des pouvoirs spéciaux.

## Réception

### Classements App Store
Top Jeux iPhone
| Pays       | Meilleur classement toutes applications confondues |
| ---------- | -------------------------------------------------- |
| Thaïlande  | 1                                                  |
| Norvège    | 1                                                  |
| Brésil     | 6                                                  |
| Espagne    | 6                                                  |
| Mexique    | 6                                                  |
| Indonésie  | 7                                                  |
| Belgique   | 12                                                 |
| États-Unis | 15                                                 |
| France     | 16                                                 |
| Canada     | 19                                                 |
| Russie     | 20                                                 |

Top Jeux iPad
| Pays       | Meilleur classement toutes applications confondues |
| ---------- | -------------------------------------------------- |
| Thaïlande  | 1                                                  |
| France     | 4                                                  |
| Belgique   | 5                                                  |
| Pays-Bas   | 6                                                  |
| États-Unis | 10                                                 |
| Chine      | 10                                                 |
| Japon      | 10                                                 |

### Critique
- Gamezebo : 4,5/5[3]
- Pocket Gamer : 7/10[4]
- Pocket Gamer France : 7/10[5]

### Téléchargements
Le jeu avait été téléchargé gratuitement plus de 1 million de fois deux semaines après sa sortie .